# Рыленков, Николай Иванович
Никола́й Ива́нович Рыле́нков (2 (15) февраля 1909 — 23 июня 1969, Смоленск) — русский советский поэт.

## Биография
Н. И. Рыленков родился 2 (15) февраля 1909 года в деревне Алексеевка (ныне Рославльский район, Смоленская область) в крестьянской семье. В 1926 окончил школу в Рославле, тогда же опубликованы его первые стихи. Работал сельским учителем. Окончил факультет литературы и языка Смоленского педагогического института (1933), в том же году вышел первый сборник стихов. Участник Великой Отечественной войны 1941—1945. Член ВКП(б) с 1945.
Член правления СП РСФСР с 1958 года, секретариата СП РСФСР с 1965 года.
Н. И. Рыленков умер от рака лёгких 23 июня 1969 года. Похоронен в Смоленске на Братском кладбище.

## Творчество
Печатался с 1926. Первая книга стихов — «Мои герои» (1933). Автор сборников «Берёзовый перелесок» (1940), «Синее вино» (1943), «Книга полей» (1950), «Рябиновый свет» (1962) и др., нескольких поэм.
Лирика тяготеет к классическим и фольклорным традициям.
Автор стихотворного пересказа «Слова о полку Игореве» (завершён в 1962, опубликован в 1963 в газете «Литературная Россия», в 1966 вышел отдельной книжкой и затем неоднократно переиздавался). Автор писал произведения практически каждый день.
Автор песен, рассказов, очерков, автобиографических и исторических повестей. Издал сборник статей «Традиции и новаторство» (1962).

## Награды
- орден Ленина (14.02.1969)
- орден Трудового Красного Знамени (28.10.1967)
- медали

## Сочинения
- Мои герои, 1933

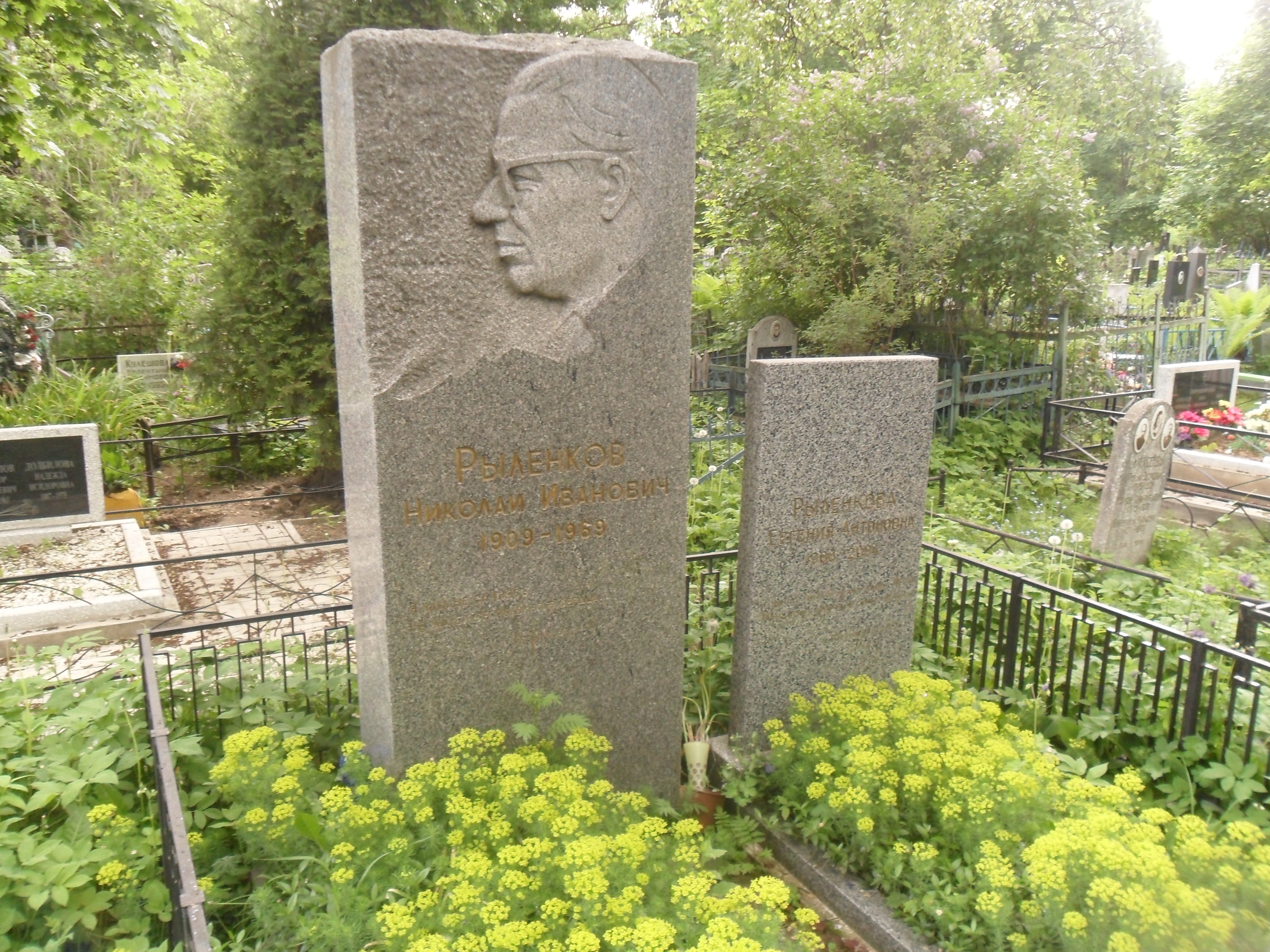
Могила Рыленкова на Братском кладбище Смоленска.

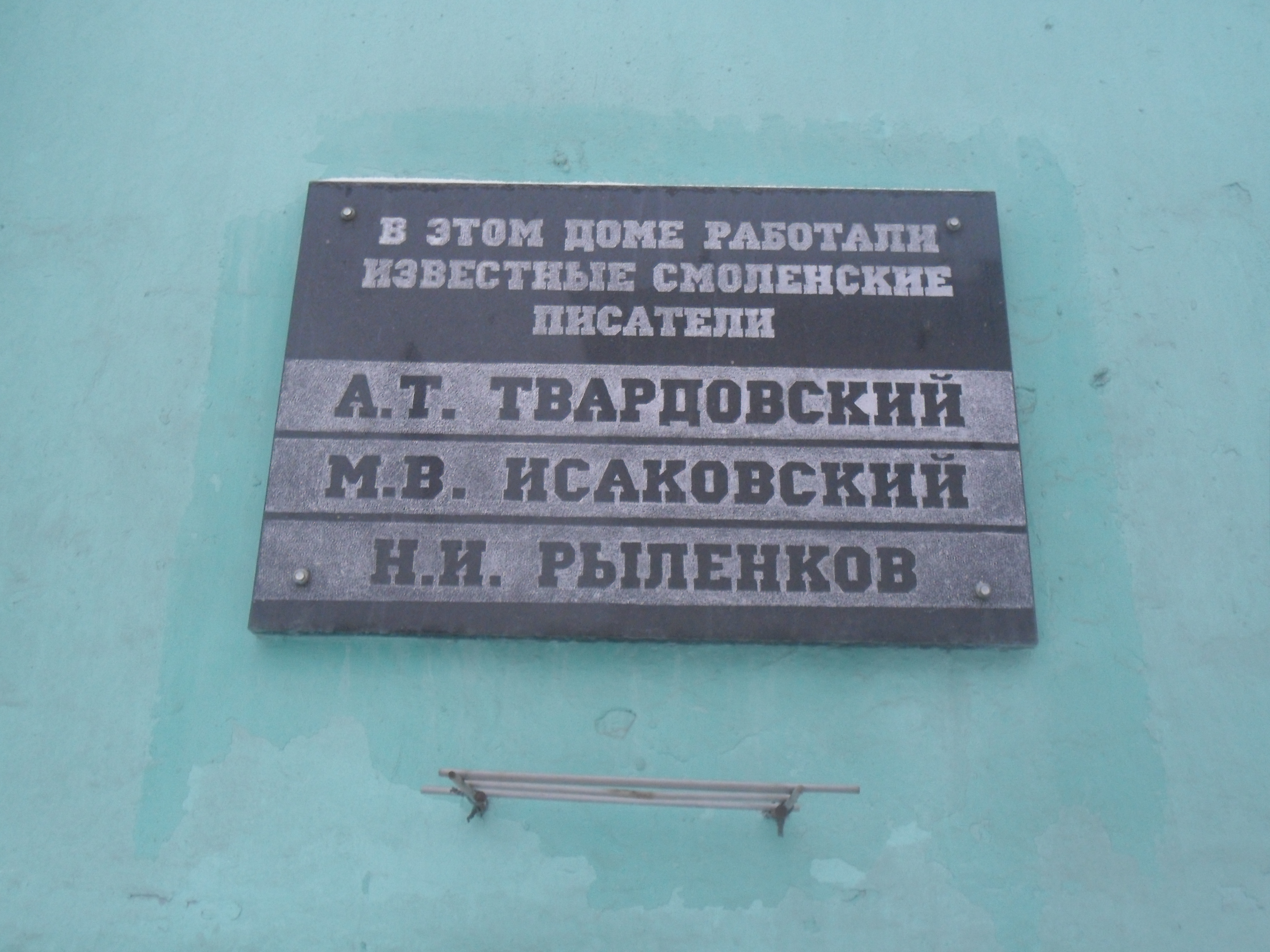
Мемориальная доска на Смоленском Доме Книги.

- Встречи: Вторая книга стихов. — Смоленск: Запгиз, 1935. — 64 с.; 2000 экз.
- Земля: Поэма / Худ. Я. Д. Левит. — Смоленск: Запгиз, 1936. — 80 с.; 3000 экз.
- Дыхание: Стихи. — М.: Гослитиздат, 1938. — 84 с.; 5000 экз.
- Колосья: Стихи. — Смоленск: Запгиз, 1937. — 228 с.; 2000 экз.
- Истоки: Стихи. — Смоленск: Смолгиз, 1939. — 160 с.; 3000 экз.
- Берёзовый перелесок: Стихи. — Смоленск: Смолгиз, 1940. — 128 с.; 6000 экз.
- Прощание с юностью. — М.: Советский писатель, 1943. — 56 с.; 5000 экз.
- Синее вино: Стихи. — М.: Огиз, 1943. — 23 с.; 10 000 экз.
- Смоленские леса: [Стихи]. — Смоленск: Смолгиз, 1944. — 64 с.; 5000 экз.
- Отчий дом: Стихи. — М.: Сов. писатель, 1944. — 136 с.; 10000 экз.
- Сотворение мира. М., 1946
- Избранное. Смоленск, 1946
- Наступление весны. Смоленск, 1947
- У разоренного гнезда. Смоленск, 1947
- Старик-годовик. Смоленск, 1948
- Зелёный цех, М.: Советский писатель, 1949
- Великая Росстань. Кн. 1. Смоленск, 1949
- Книга полей. Смоленск, 1950
- Великая Росстань. М., 1951
- Великая Росстань. Кн. 2. Смоленск, 1951
- Стихи и поэмы. Смоленск, 1952
- На старой Смоленской дороге. Смоленск, 1953
- Стихотворения. М., 1953
- Лирика. М., Правда, 1953
- Постоянство. Смоленск, 1954
- На старой смоленской дороге. Смоленск, 1955
- Родник. Смоленск, 1957
- Август. М., 1958
- Стихотворения и поэмы, М., 1956,
- Волшебная книга. Смоленск, 1956
- Родник. Смоленск, 1957
- Коренной человек. Смоленск, 1958
- Лирика. М., 1958
- Ветер с поля. М., 1959
- Русская быль. Смоленск, 1959
- Корни и листья, М., Советский писатель, 1960
- Книга верности. М., 1961
- Жажда. М., 1961
- На старой смоленской дороге. Смоленск, 1961
- Рябиновый свет. М., 1962
- Традиции и новаторство. М., 1962
- Сказка моего детства. М., 1962
- Великая Росстань. Повесть. Смоленск, 1963
- Солдаты той войны. М., 1963
- Волшебная книга. М.,1964
- Стихотворения. М., 1964
- Пятое время года. М.,1965
- Сказка моего детства. М., 1965
- Избранная лирика. М., 1965
- На озере Сапшо. Рассказы, М., Советская Россия,1966
- Стихотворения. М., 1967
- Дорога уходит за околицу. М., 1968
- Снежница. М., 1968
- Душа поэзии. М., 1969
- Книга времени, 1969
- Повести и рассказы. М., 1969
- На старой смоленской дороге. М., 1969
- По чувству долга. М., 1969
- Придорожная ива. М., 1969
- Коктебельская элегия // «Звезда», 1976, № 6

### Издания
- Стихотворения и поэмы в 2-х томах. — М.: Гослитиздат, 1959. — 10 000 экз.
- Избранные произведения: В 2-х тт. — М.: Художественная литература, 1974. — 50 000 экз.
- Стихотворения и поэмы. — Л.: Советский писатель, 1981. — 766 с., 40 000 экз. (Библиотека поэта. Большая серия.)
- Лирика. — М.: Детская литература, 1981. — 176 с., 100 000 экз. (Поэтическая библиотека школьника).
- Собрание сочинений: В 3-х тт. — М.: Современник, 1985.
  - Т.1. — [Состав. Е. А. Рыленкова и А. М. Турков; Вступит. ст. А. М. Турков]. — Стихотворения (1924—1949). Поэмы. — 447 с. — 50 000 экз.
  - Т.2. — Стихотворения (1950—1969). Поэмы. — 527 с. — 50 000 экз.
  - Т.3. — Повести, рассказы. — 544 с. — 50 000 экз.